# La Croix-sur-Gartempe
La Croix-sur-Gartempe är en kommun i departementet Haute-Vienne i regionen Nouvelle-Aquitaine i västra Frankrike. Kommunen ligger i kantonen Le Dorat som tillhör arrondissementet Bellac. År 2022 hade La Croix-sur-Gartempe 163 invånare.

## Befolkningsutveckling
Antalet invånare i kommunen La Croix-sur-Gartempe
| Referens: INSEE |